# ميلاني كراوس
ميلاني كراوس (بالألمانية: Melanie Kraus)‏ هي عداءة مراثونية ألمانية، ولدت في 24 أكتوبر 1974 في مونشنغلادباخ في ألمانيا.

## وصلات خارجية
- ميلاني كراوس على موقع الاتحاد الدولي لألعاب القوى (الإنجليزية)
- ميلاني كراوس على موقع أوليمبيديا (الإنجليزية)